# Eibsee
Eibsee este un lac glaciar alpin de apă dulce în Districtul Garmisch-Partenkirchen, din Bavaria superioară, (Germania), la aproximativ 9 de kilometri în sud-vest de Garmisch-Partenkirchen, de 3,5 km în nord de masivul Zugspitze și 95 km în sud de capitala München. Aria lui face parte din teritoriul comunei Grainau și este în posesie privată. Numele apei este derivat din cuvântul german Eibe (tisa), care se dezvolta mai devreme foarte numeros în jurul lacului. Astăzi se găsește doar sporadic acolo, ci ceva mai depărtat, în primul rând în păduri de apărare contra avalanșelor. 

## Geografie
Eibsee este situat într-un cav glacial, creat de ghețari Isar-Loisach din epoca de glaciație din Alpi și se întinde într-un bazin alungit de la vest la est, în prezent cu o lungime de 2,425 km, o lățime de 1,09 km, o adâncime maximală de 36 m, și o suprafață de 1,77 km², având 3 pâraie afluente (Kotbach în vest-nord-vest, Markgraben în vest, Weiterbach în sud), fiind însă fără rău defluent. Apa se scurge subteran.
Înainte de acum aproximativ 3400-3700 de ani a avut loc o alunecare de teren masivă. O arie de munte imens între Zugspitze de  astăzi și Große Riffelwand s-a rupt și a alunecat în vale. Roca în mișcare a avut o dimensiune de 13 km² și un volum de 400 de milioane de metri cubi. Se estimă că energia eliberată la acest eveniment ar fi fost identică ca explozia de 2,9 megatone de TNT (aproximativ 220 de bombe de la Hiroshima).
Această catastrofă  a efectuat forma lacului de astăzi cu cele 29 de depresiuni și 8 insule, mai departe conturul malului de nord cu multe golfuri mici precum câteva lăculețe satelit, cum ar fi de exemplu Frillensee în partea de sud sau Braxensee în cea de nord. Este unul dintre cazurile foarte rare, în care insulele și adânciturile unui lac sunt mai tinere decât bazinul lui.
Insulele stâncoase și împădurite sunt foarte mici cu un total de numai 1,2 ha, dar poartă fiecare un nume: Almbichl 1.330 m² (1), Ludwigsinsel, 2280 m² (2), Scheibeninsel, 440 m² (3), Maximiliansinsel, 990 m² (4), Schönbichl, 710 m² (5), Braxeninsel, 710 m² (6), Sasseninsel, 4.390 m² (7) și Steinbichl, 410 m² (8).

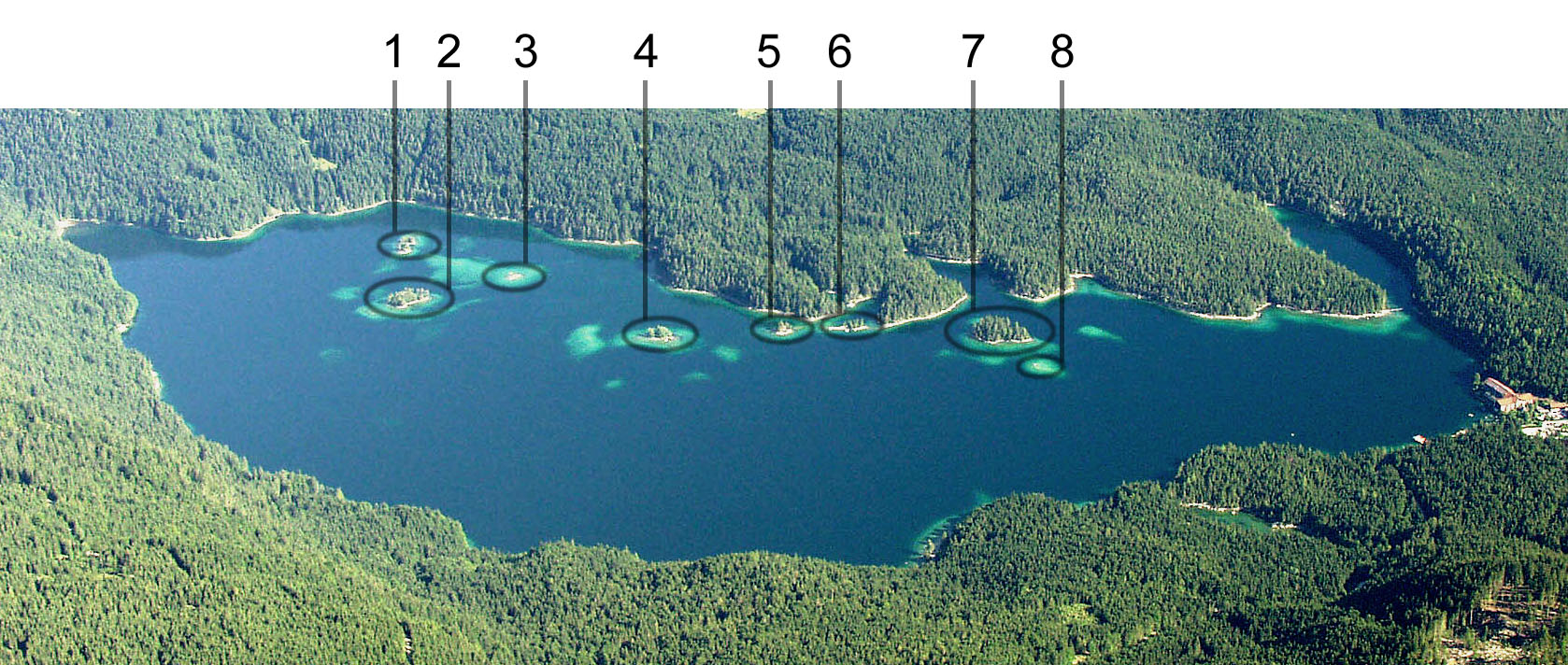
Insulele în Eibsee

## Istoric
Deja în 1249, lacul a fost o feudă al cavalerului Schweiker von Mindelberg, care a apărut în anturajul Welfilor. Fiul lui, Schweiker al II-la, a vândut-o episcopului Conrad von Freising. În 1316, un cavaler din Garmisch (numele nu mai este cunoscut) a deținut feuda, iar în 1513 episcopul Philipp von Freising a dat-o lui Jacob Dänzl von Trapberg și din 1536 a fost pentru un timp considerabil în mâinile familiei Zwerger von Walchensee.
În secolul al XVII-lea trăiau deja doi pescari pe lângă Eibsee, Alexander Schorn și Jacob Ostler, descendenți din familii vechi din Garmisch. Ultimul a fost protopărintele familii mari dar destul de sărace care a locuit pe malul lacului în secolul al XVIII-lea, trăind de pescuit și caprele lor. În anul 1803 (după secularizare), ea totuși a izbutit să cumpere lacul pentru 100 de guldeni de la statul bavarez.

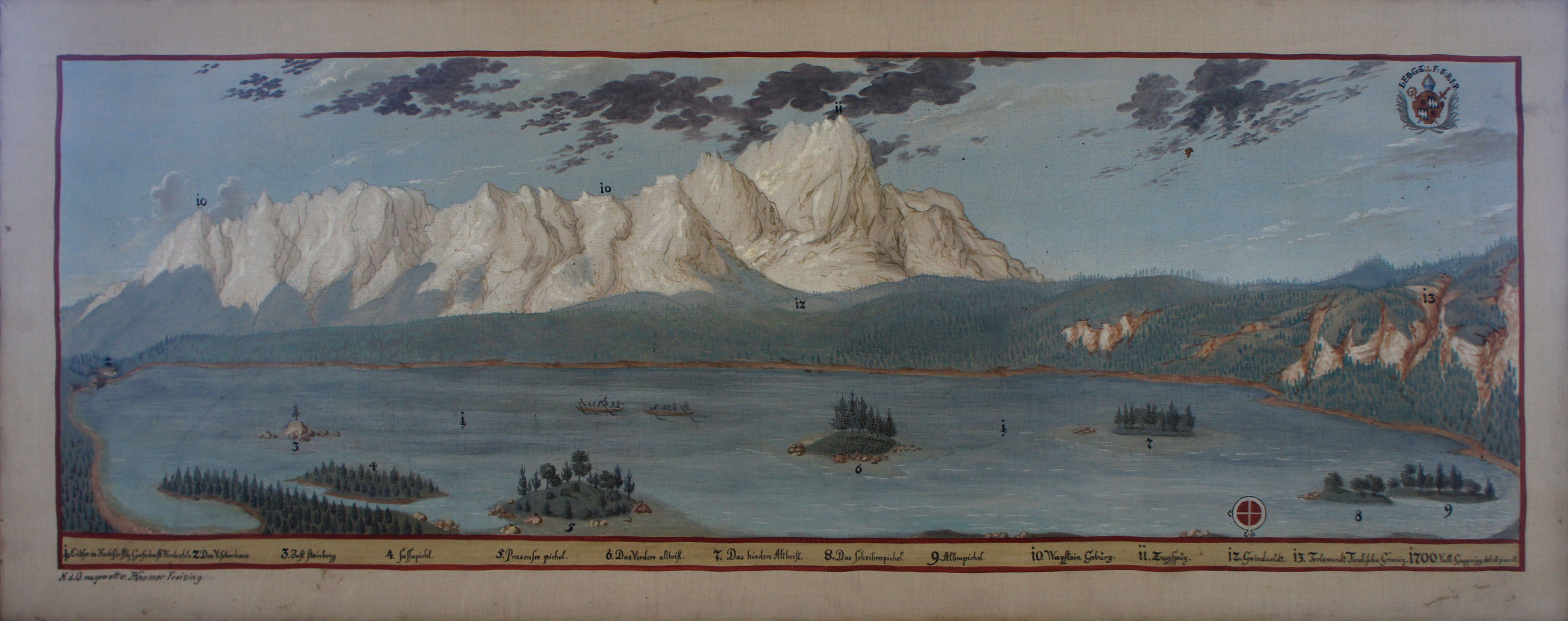
Eibsee pe la 1700

În anul 1884, un anumit August Terne a achiziționat la o licitație Eibsee pentru 10.000 de Goldmark (mărci de aur germane) și a construit în 1900 pe malul de est un han. Cei doi fii ai lui, Karl ș Hans au deschis în 1913 un hotel mic, pe care l-au lărgit după Primul Război Mondial într-un hotel de munte, cu o capacitate de 200 de paturi. În 1941, hotelul a fost rechiziționat de Luftwaffe germană. După al doilea război mondial,  armata americană a confiscat proprietatea și a folosit lacul și hotelul, ca loc de recreare a soldaților ei. În sfârșit, în 1972, lacul și Eibseehotel au fost restituite familiei Terne-Rieppel.
În 1963 a fost inaugurat funicularul Eibsee cu doua cabine a 44 persoane, cu stația de val în cătunul Eibsee și cea de munte  inclusiv restaurant panoramic pe platoul Zugspitze la 2944 m înălțime, cablurile de transport fiind purtate de două coloane de oțel. Până în prezent au fost transportae peste 21 milioane de persoane. Dar s-a constatat că cu timpul cabinele au devenit prea mici pentru a satisface aglomerația de turiști din ce în ce mai mare. Prin urmare s-a început cu construcția unui funicular nou pentru 50 milioane €. Stațiile noi sunt deja gata (cea de vale mai aproape de Grainau). Noul funicular de 4467 lungime va fi sprijinit de numai o singură colană de oțel de 127 m înălțime. Ea va fi cea mai lungă în lume. Pentru a finaliza construcția, funicularul vechi își va face ultimul tur pe 2 aprilie 2017, reinaugurarea trasei va fi pe 21 decembrie al anului.

## Recreere și sport
Eibsee nu se poate ajunge cu trenul în direct, ci mai întâi de exemplu cu cel de la München la Garmisch. De acolo merge un autobuz public (navete între Garmisch-Partenkirchen, Grainau și Eibsee) - stația de autobuz se află la 100 de metri de lac. Cu mașina este mai ușor. De la München trebuie urmărită autostrada A 95, la sfârșitul ei mai departe pe strada federală B 2 până la Oberau, apoi pe B 23 până la Grainau, de acolo este de urmărit indicatorului spre Eibsee (3 km). Se poate parca numai câțiva metri de lac.
- Circuit de 7,5 km în ambele direcții cu o diferență de nivel de 50 m întotdeauna cu vedere directă către lac, potrivit și pentru copii
- Excursii alpine[11]
- Tururi cu Mountainbike[12]
- Posibilități de stat la soare și înot
- Piscină naturală
- Împrumut de bărci cu vâsle, hidrobiciclete sau hidrobiciclete cu tobogan
- Tur în jurul insulei.cu vaporașul motor „Reserl” (ca. 30 minute)
- Posibilități de pescuit (numai cu licență de pescuit pentru oaspeții hotelului sau cu permisia patronului) în special Coregonus bavaricus (de: Renke), crap, lin, păstrăv curcubeu, păstrăv de munte, șalău, știucă și mai multe specii de [[Leuciscine)[13]
- Tenis, de obicei numai pentru oaspeții hotelului
- Hotel cu restaurant-café[14]
- Iarna posibilități pentru patinaj și curling pe lacul înghețat
- Schi pe platoul Zugspitz
- Golf cu 9 găuri la 9 km de lac
- Bayerische Zugspitzbahn BZB (cale ferată cremalieră) Garmisch-Partenkirchen - Grainau - Eibsee - vârful Zugspitze și înapoi); stația spre/de la  Zugspitze în Eibsee este situată la 300 m de lac.
- Funicularul Eibsee-vârful Zugspitze la 2944 m (închis 3 aprilie 2017 - 20 decembrie 2017, fiind construit nou)[15]

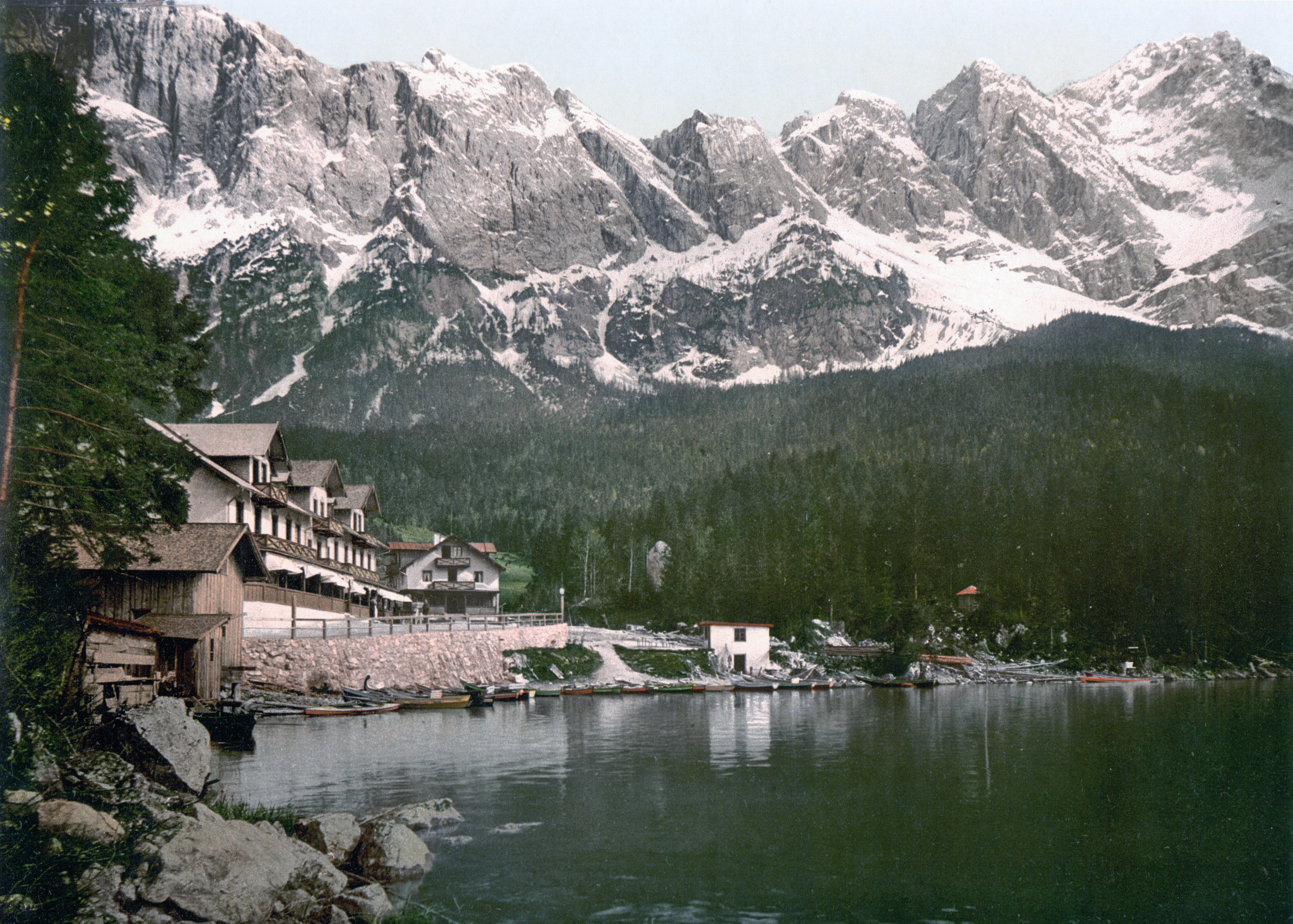
Hotelul Eibsee 1903
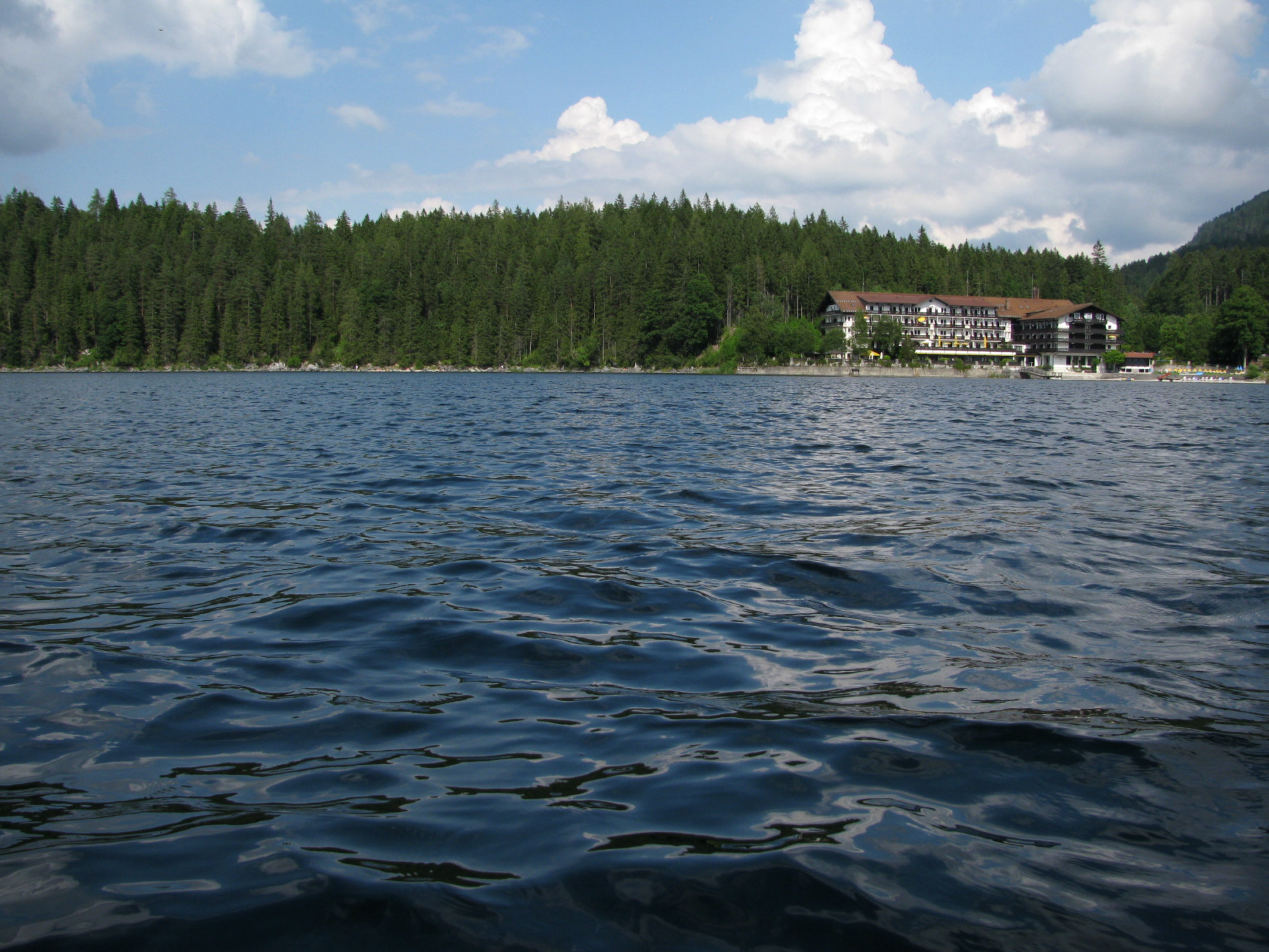
Eibsee spre hotel
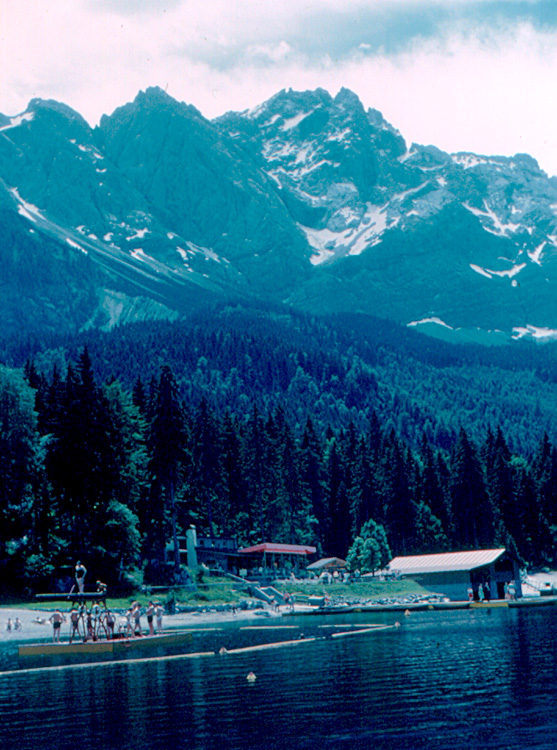
Piscină naturală
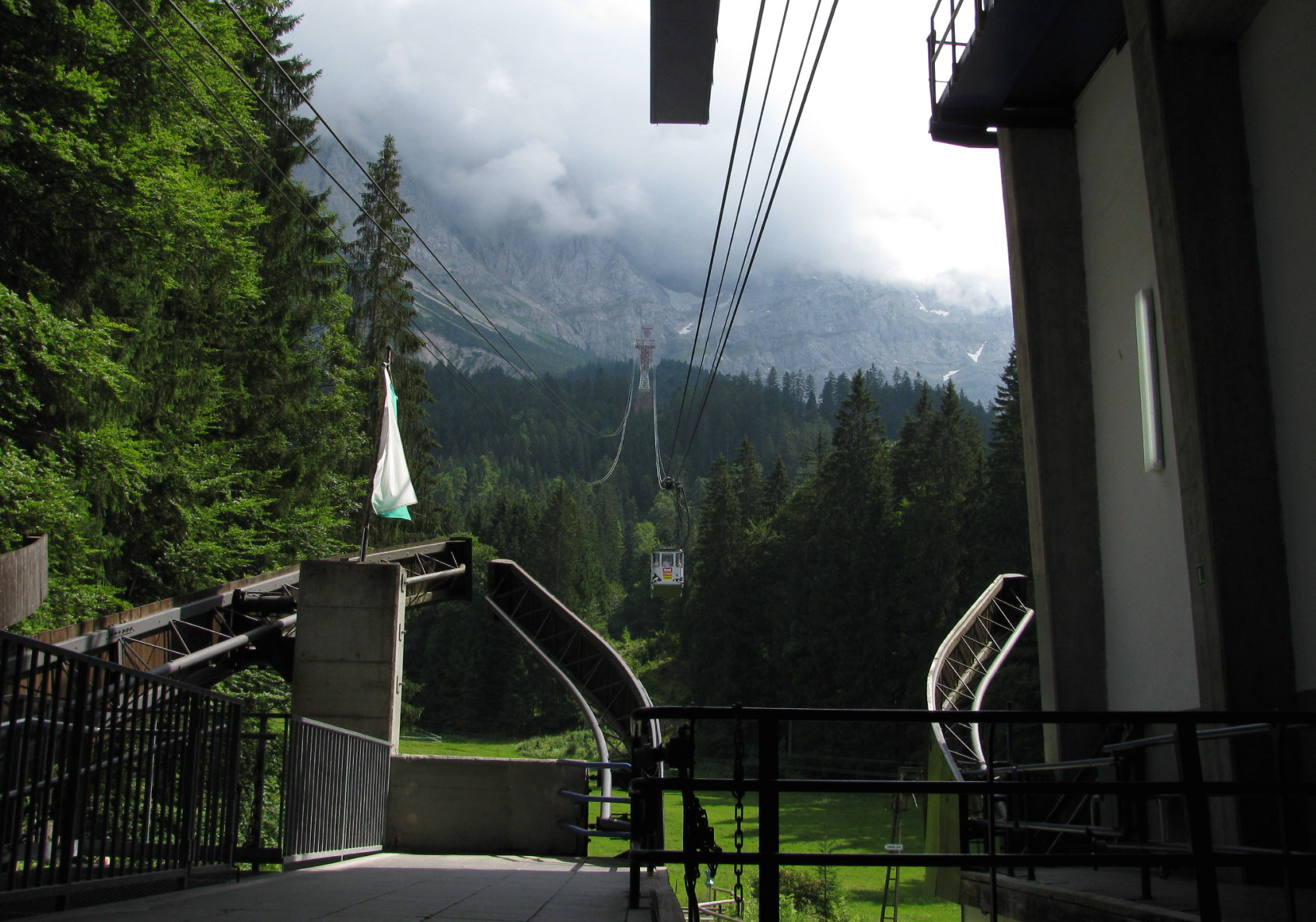
Funicularul, stația Eibsee
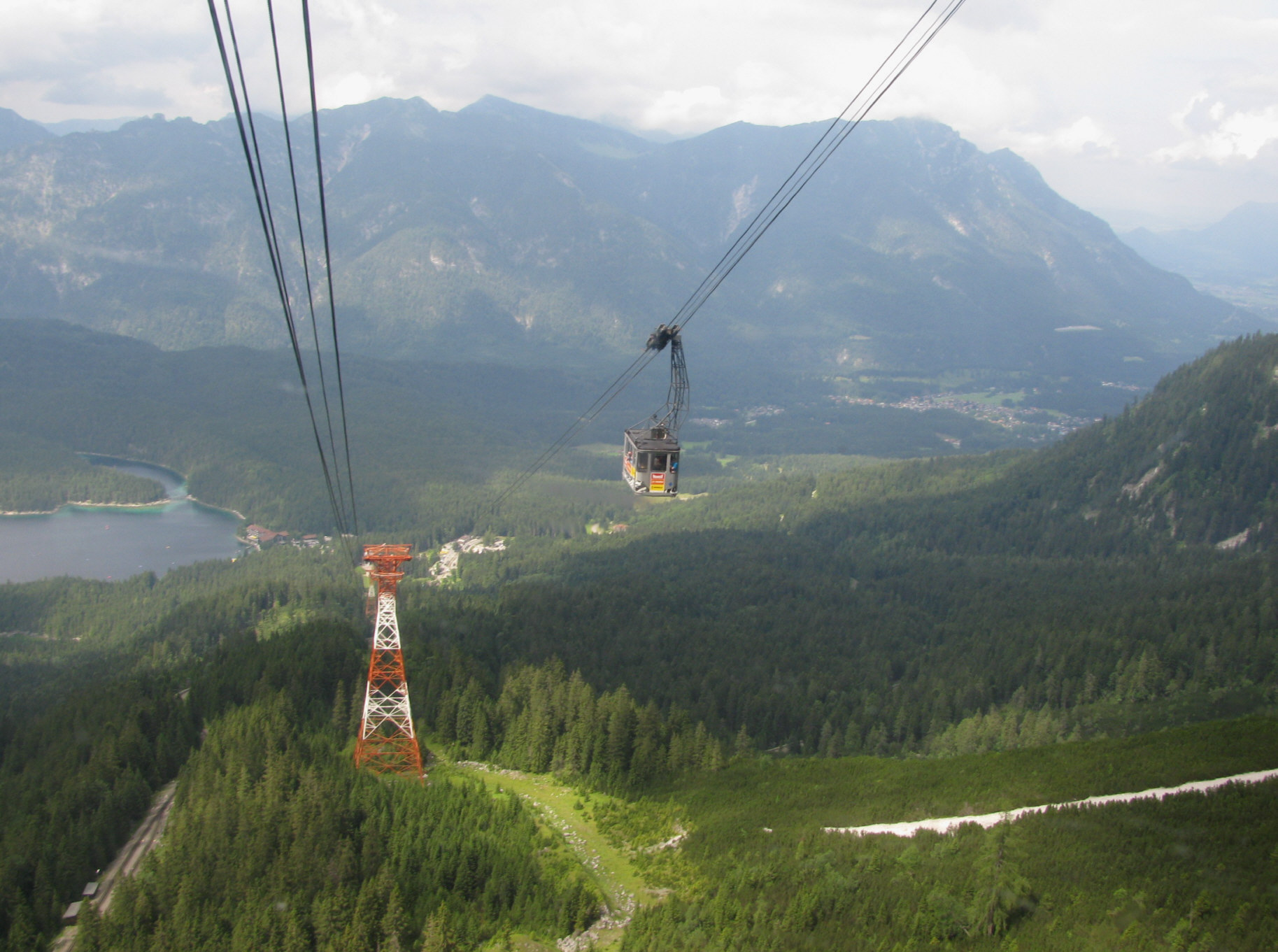
Funicularul Eibsee-Zugspitze
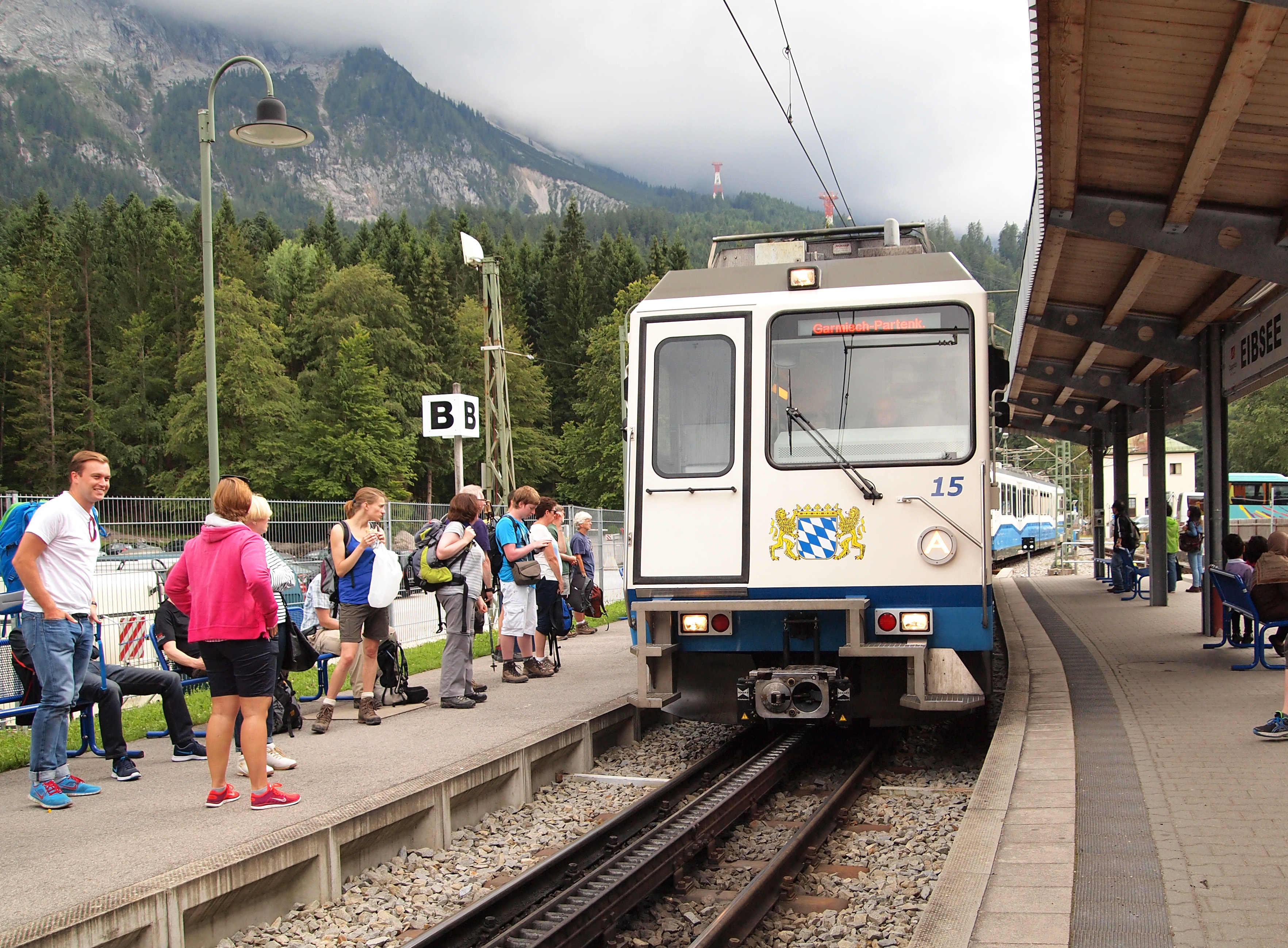
Stația BZB Eibsee
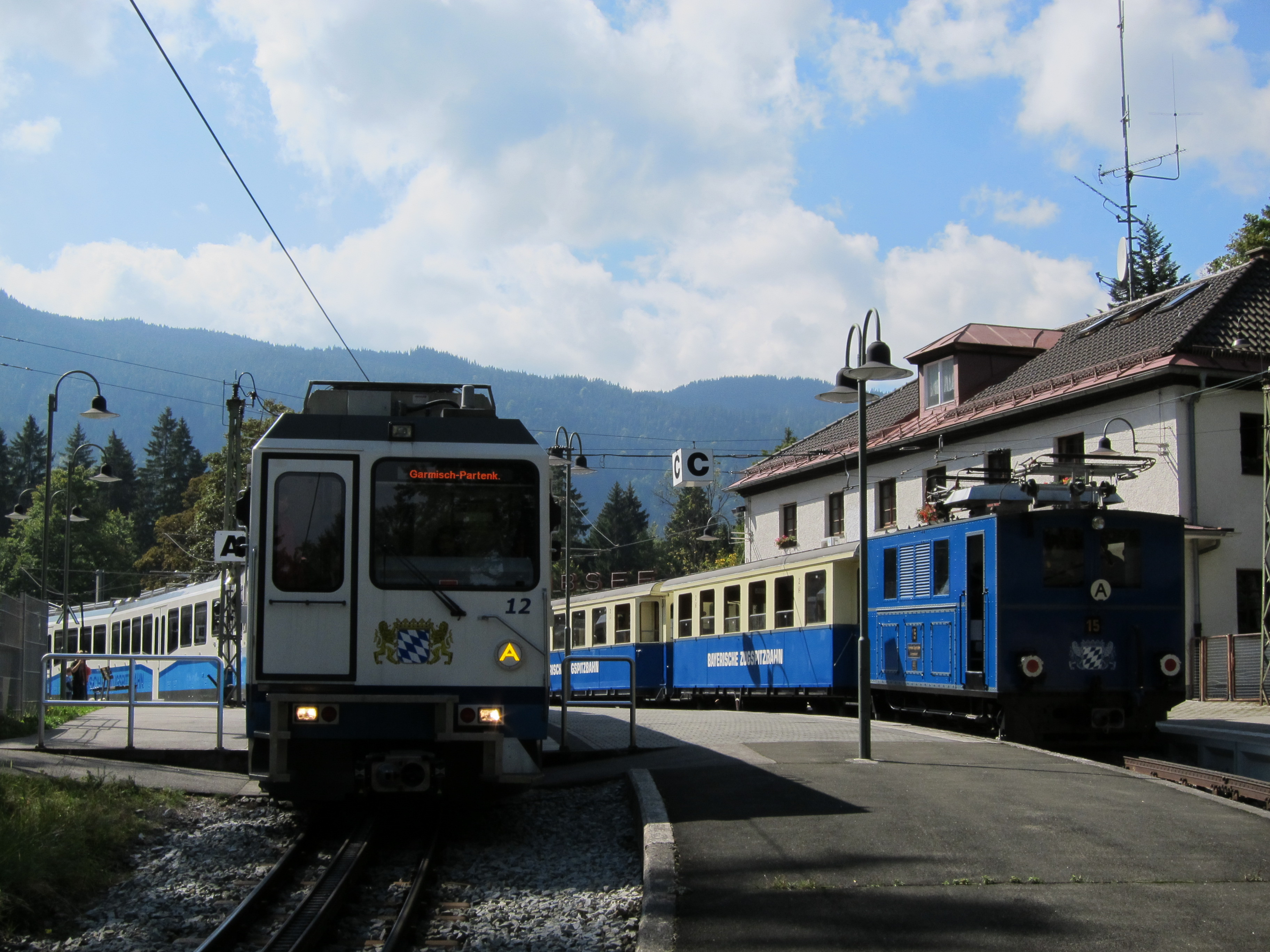
Tren vechi și nou al BZB
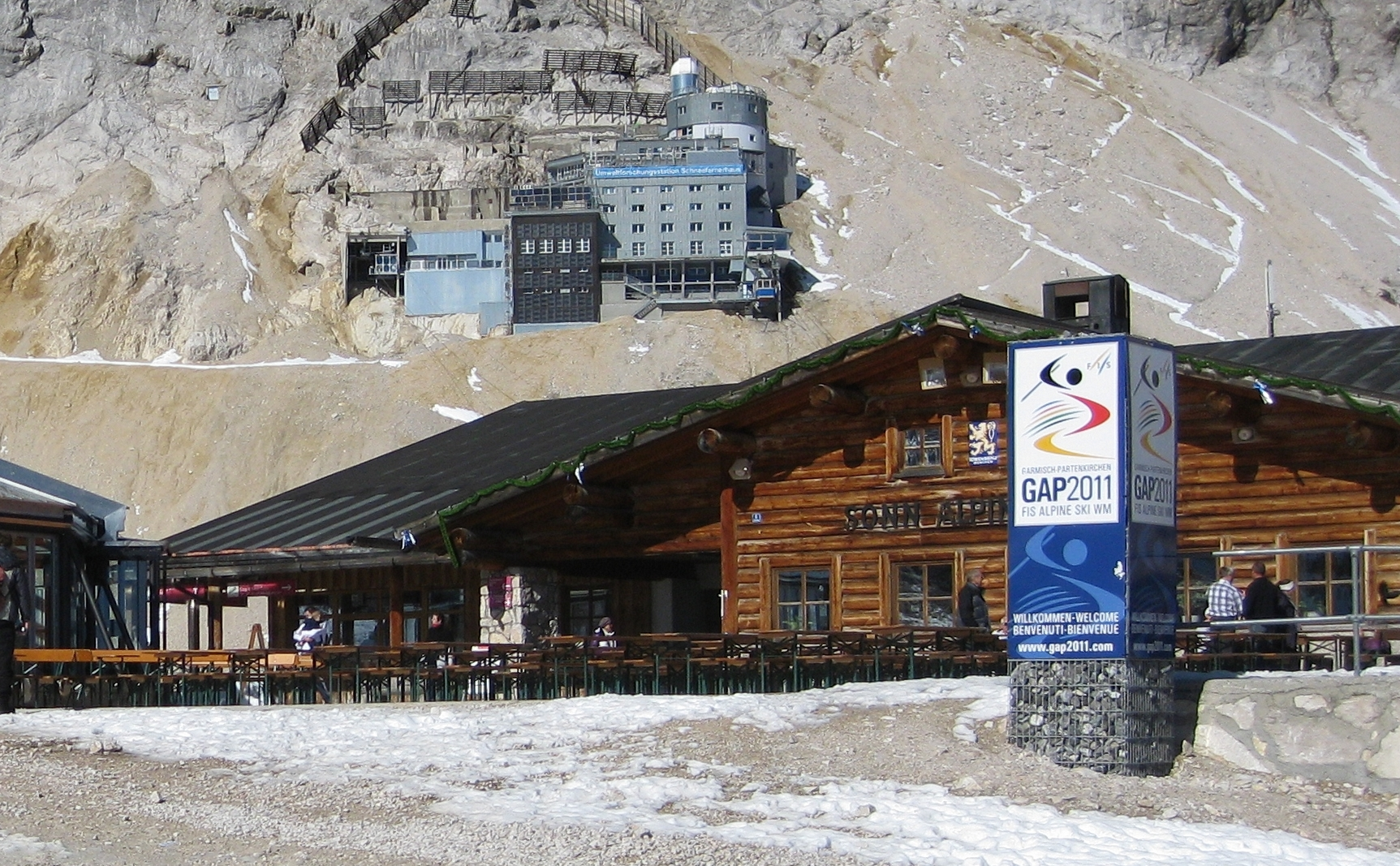
Platoul Zugspitzplatt
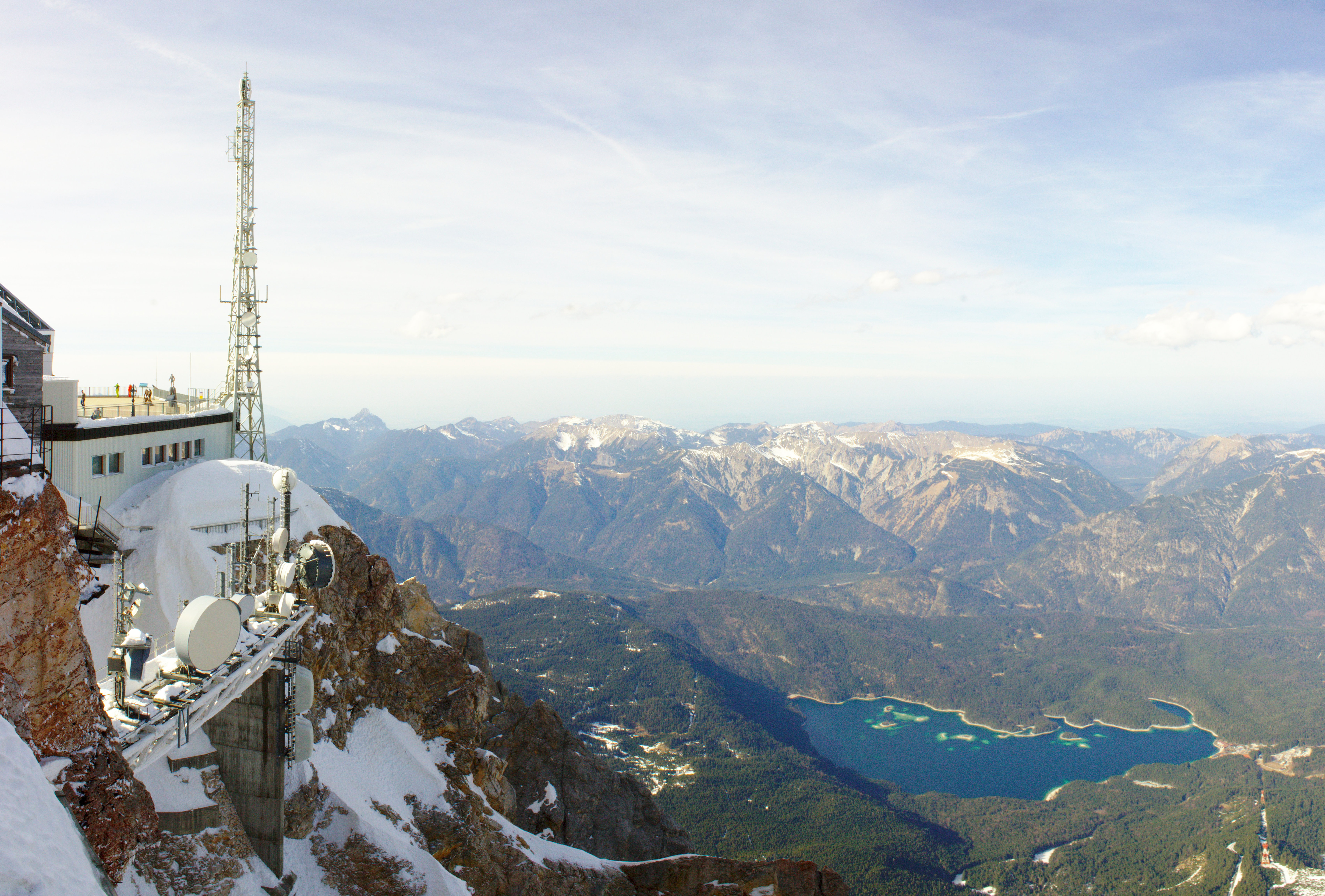
Zugspitze spre Eibsee
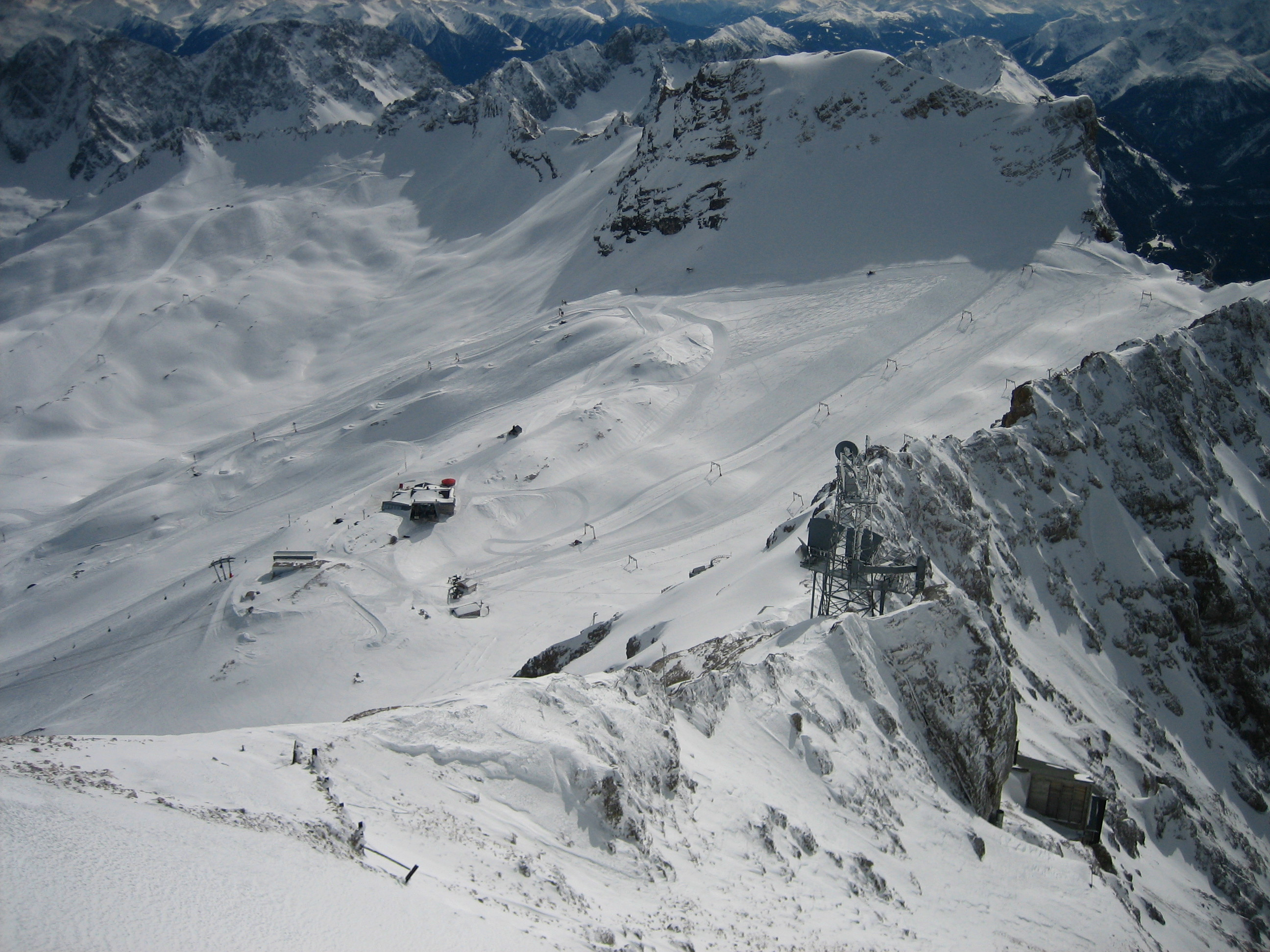
Zugspitzplatt regiune de schi

## Galerie de imagini
- Eibsee & Zugspitze
- Eibsee (2016,2)
- Eibsee (4099479031)
- Eibsee (Wettersteingebiet)

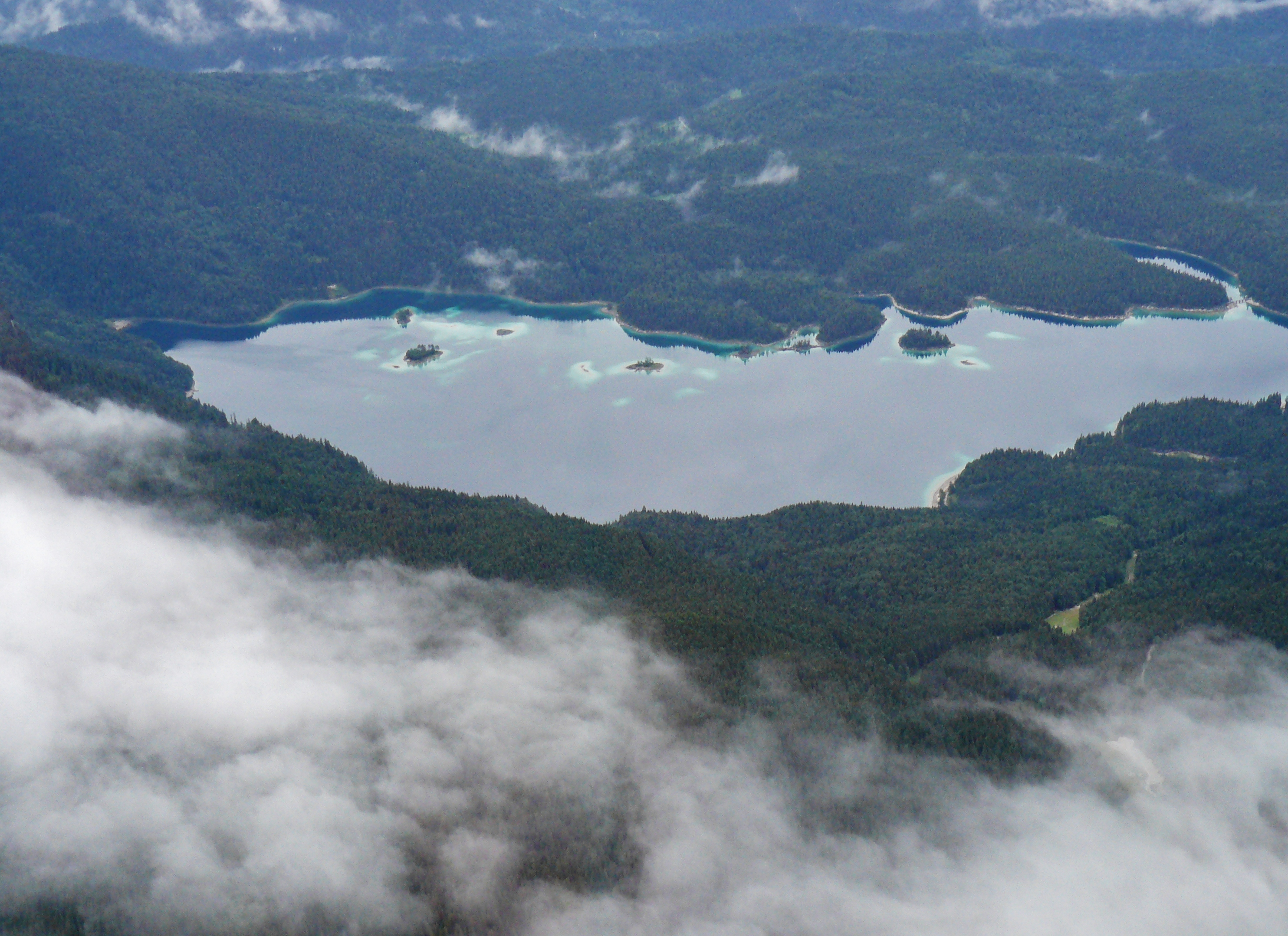
Eibsee - panoramio (2)
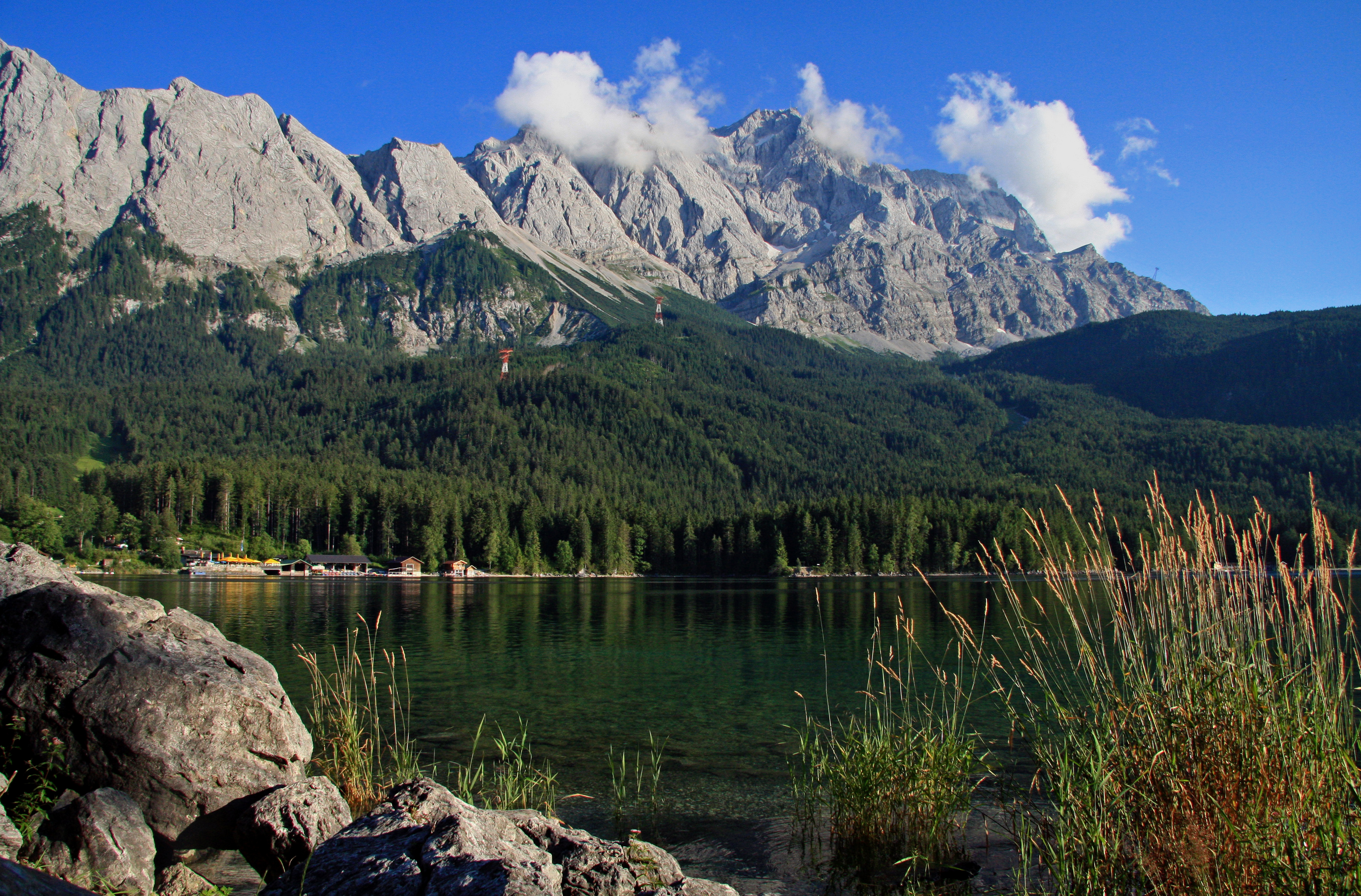
Eibsee lake 2
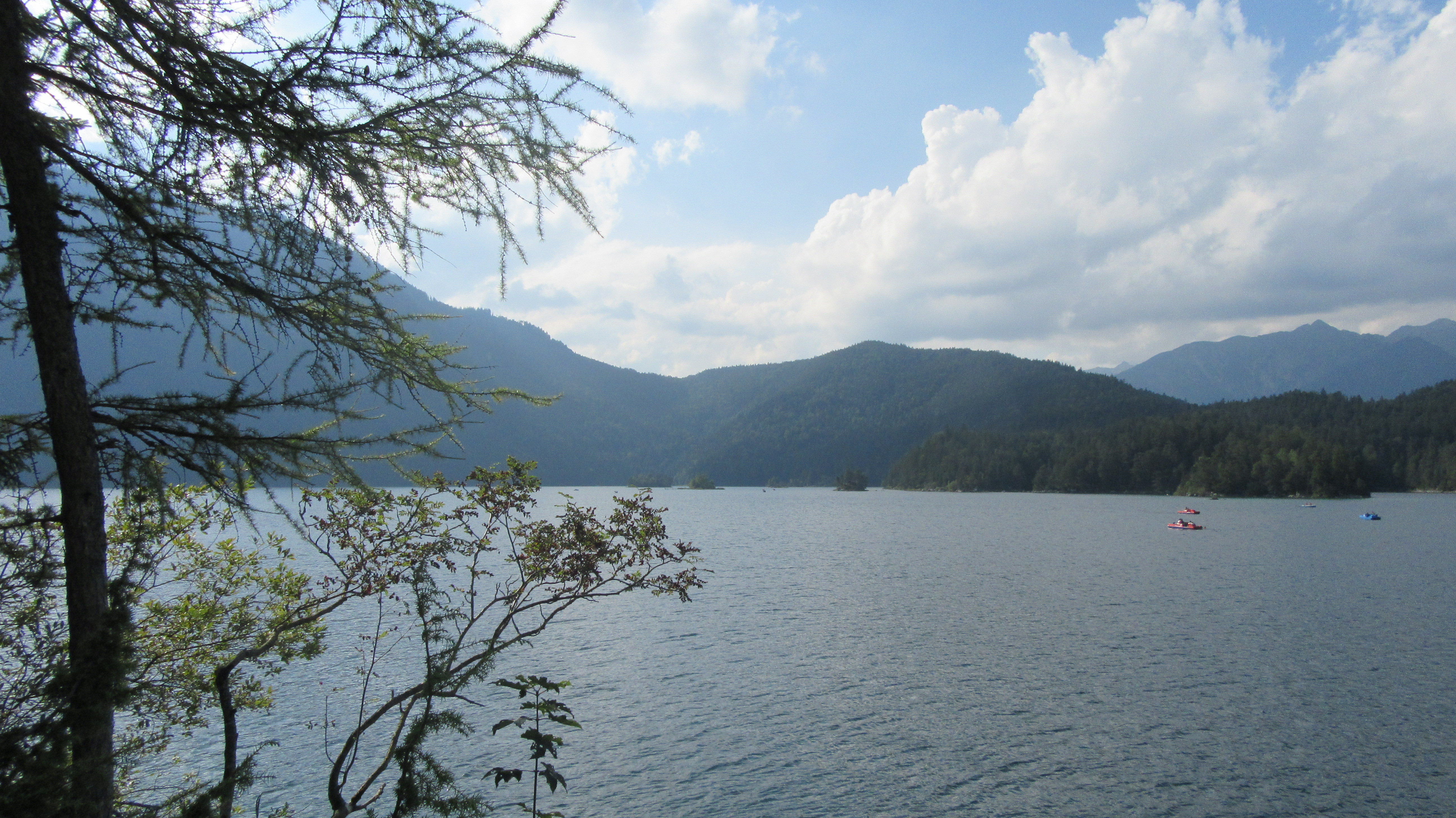
Eibsee (2016,2)]]
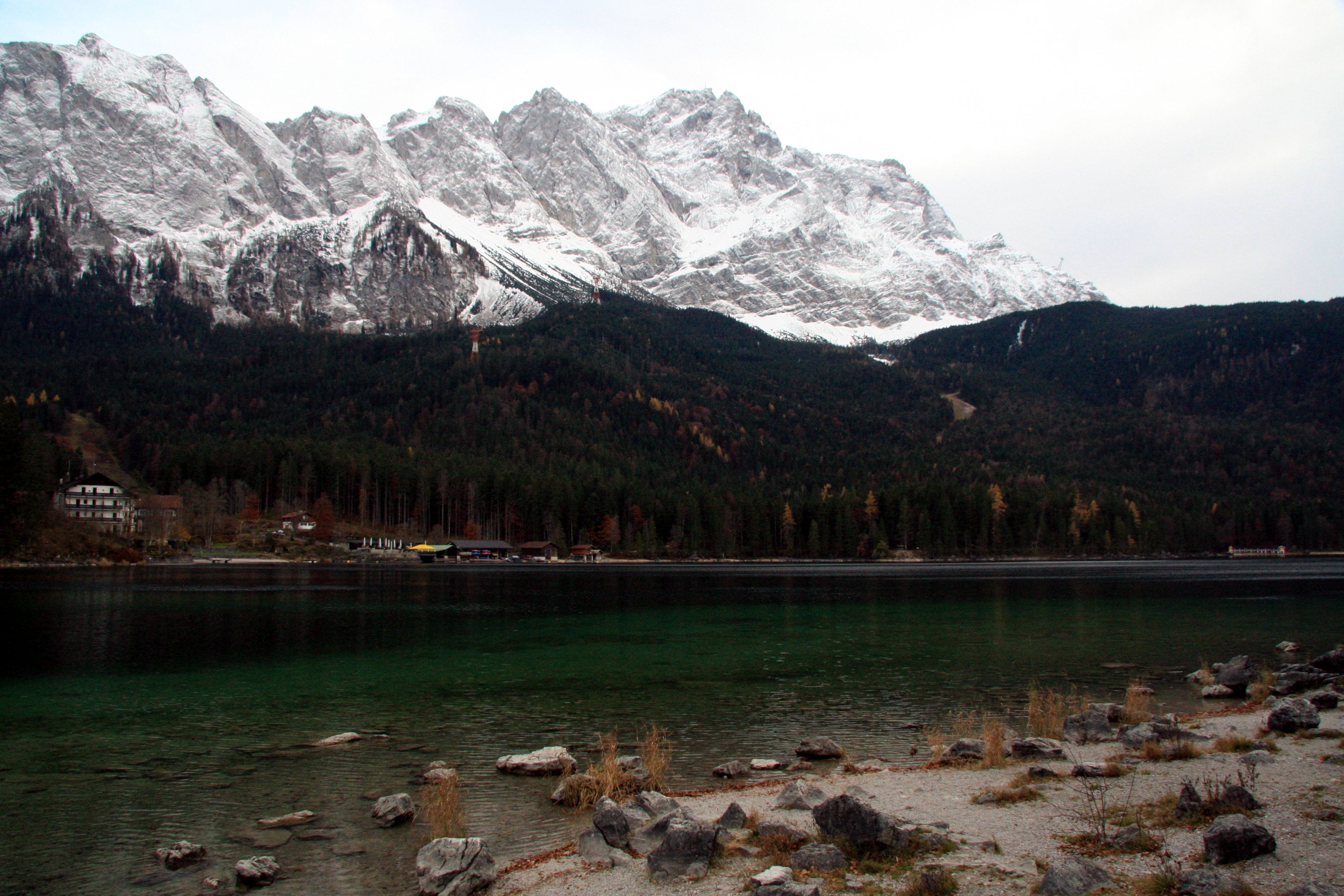
Eibsee 03 (RaBoe)
- Eibsee3
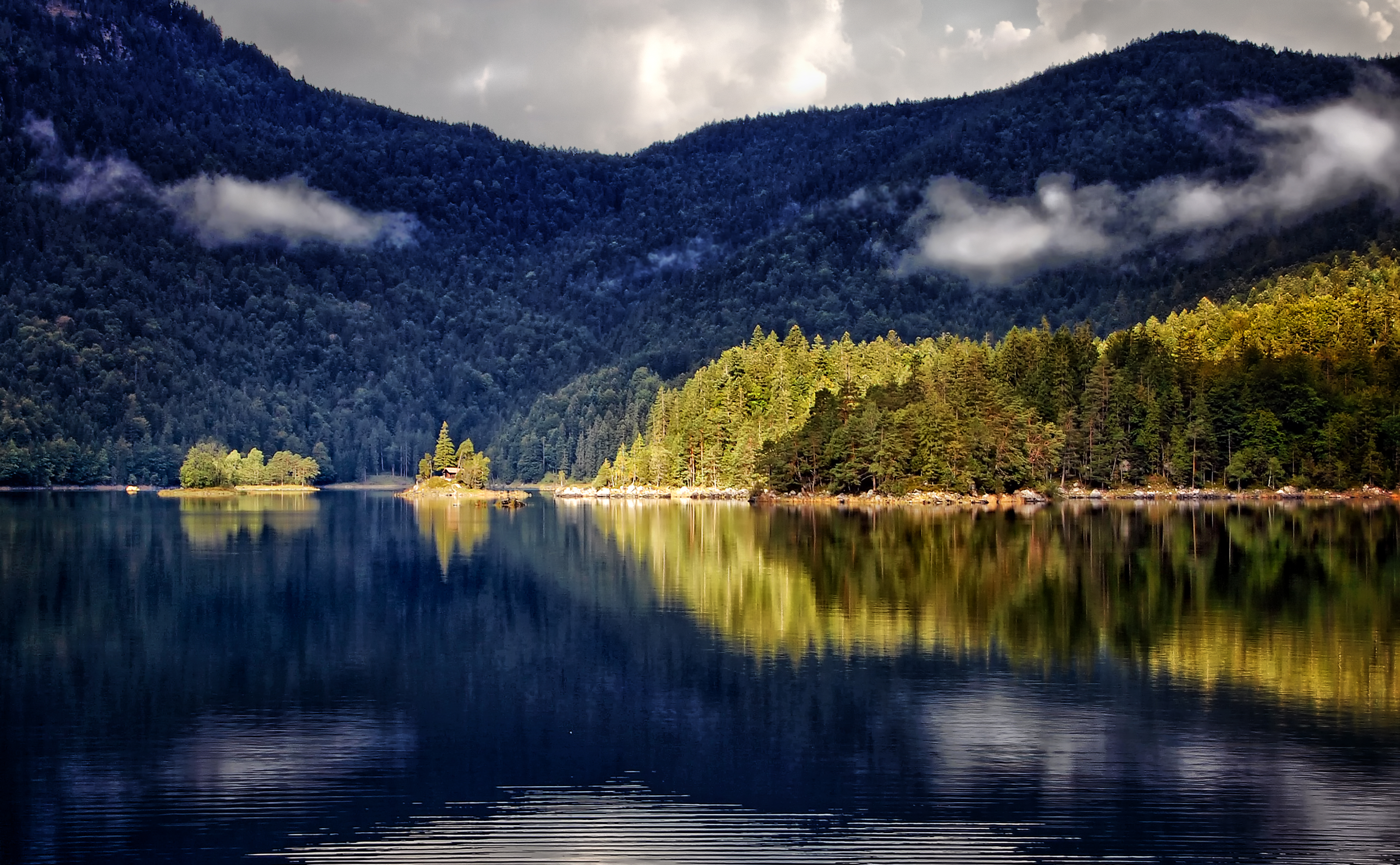
Eibsee shore
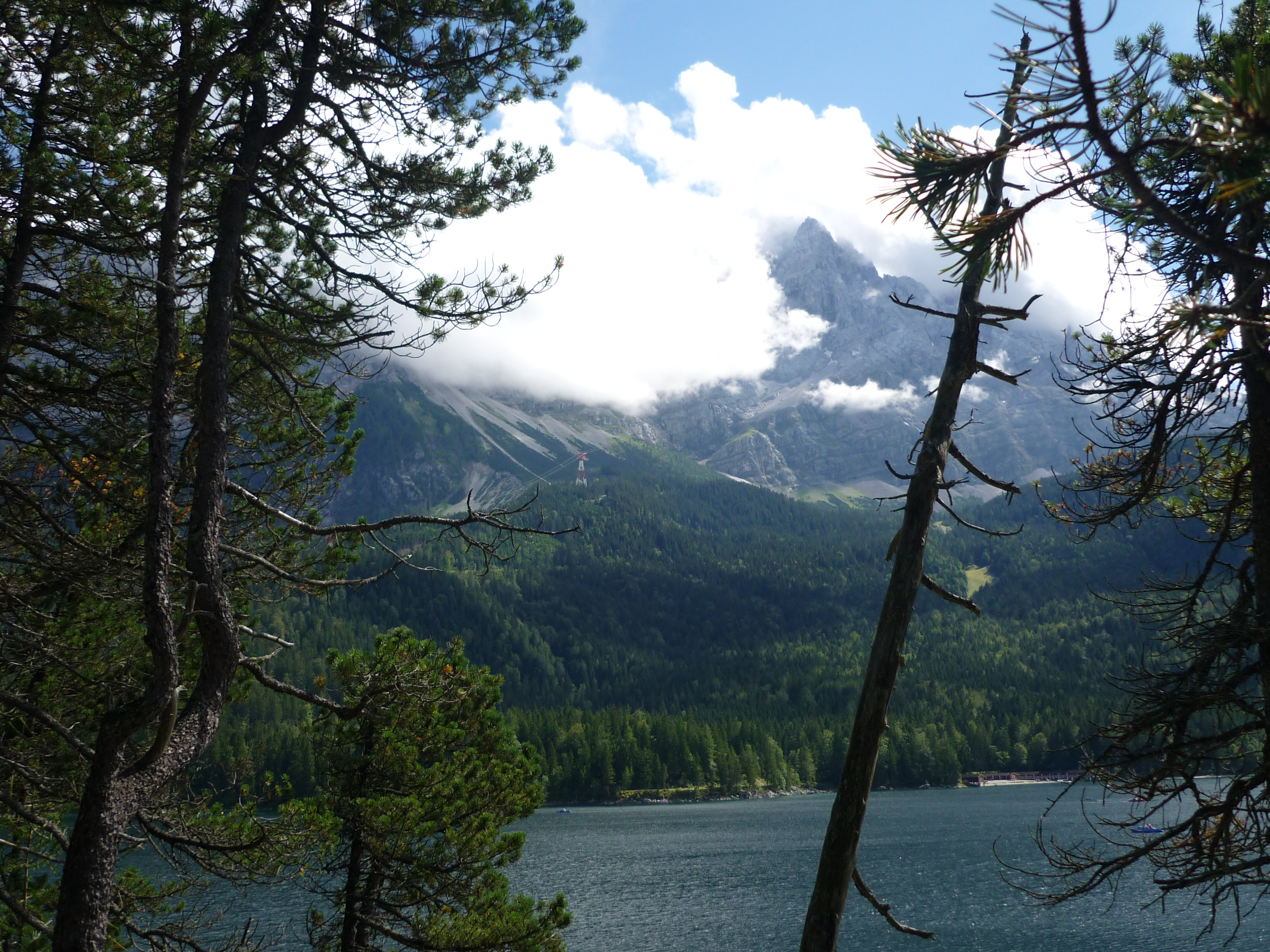
Eibsee - panoramio (2)]]
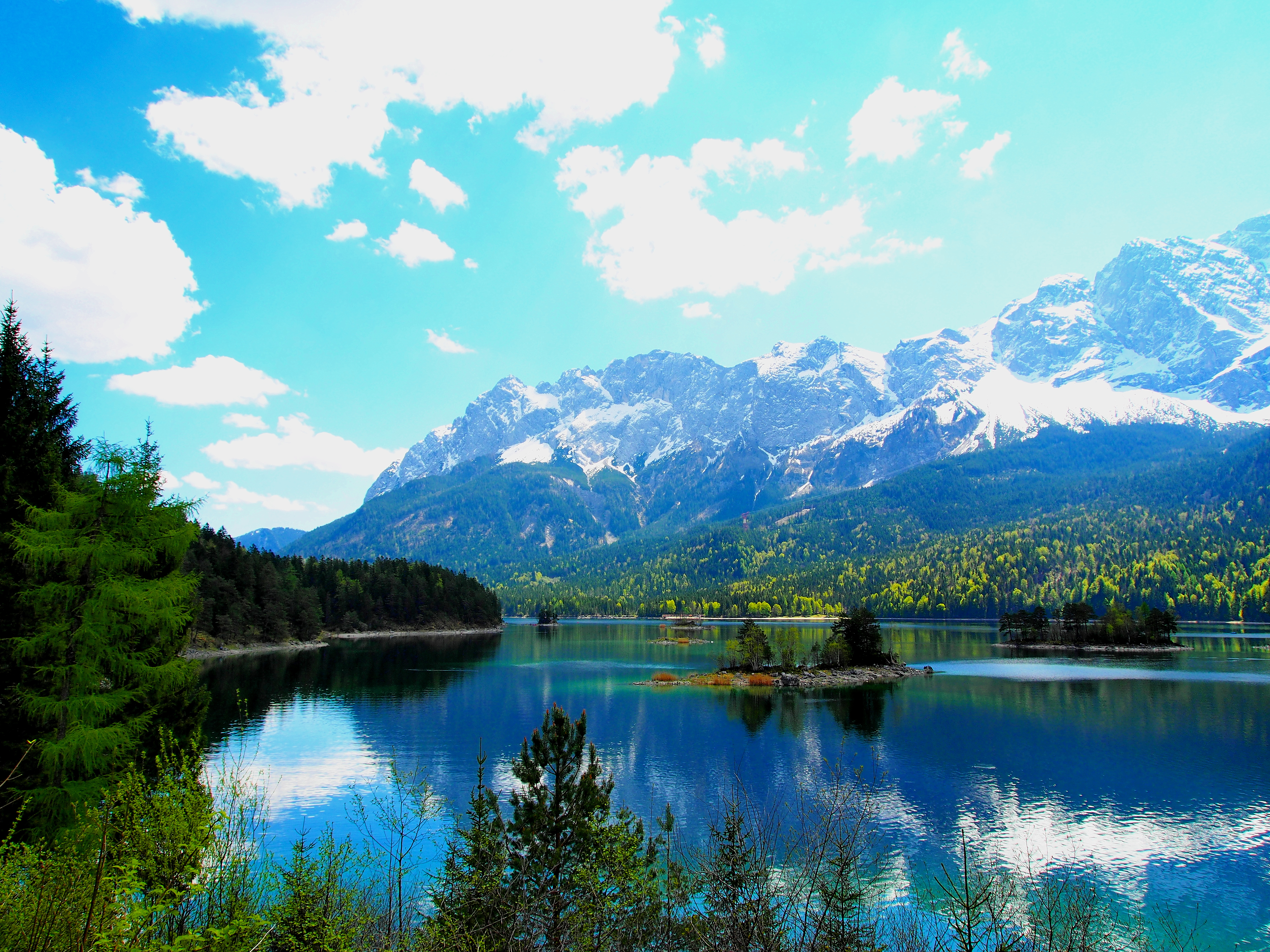
Eibsee lake 2]]
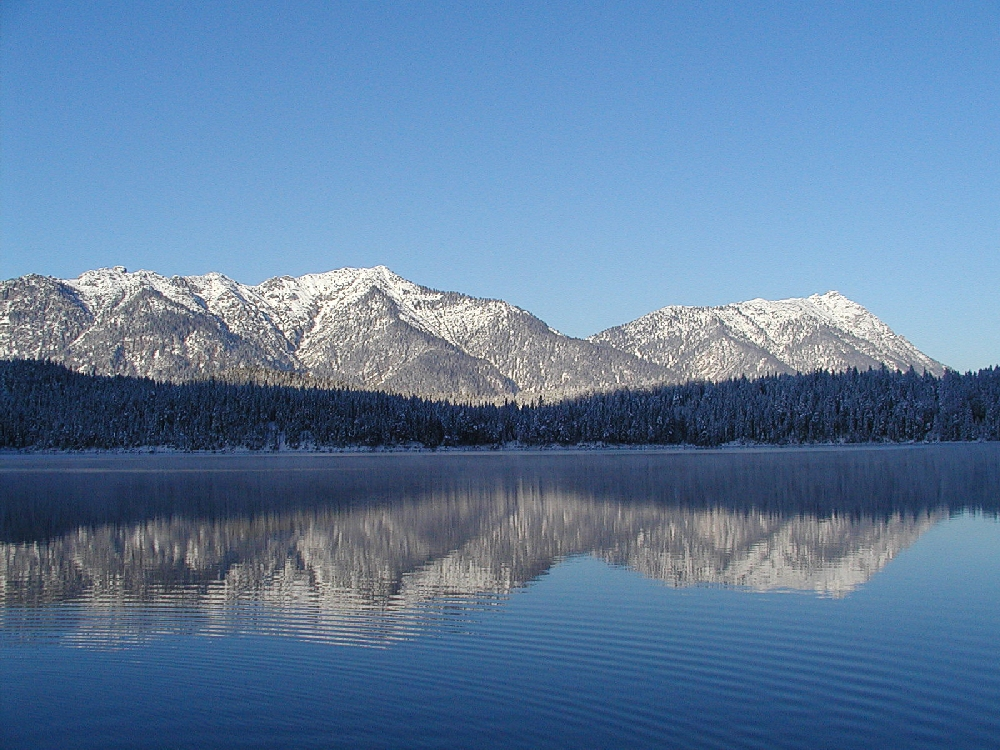
Eibsee 03 (RaBoe)]]
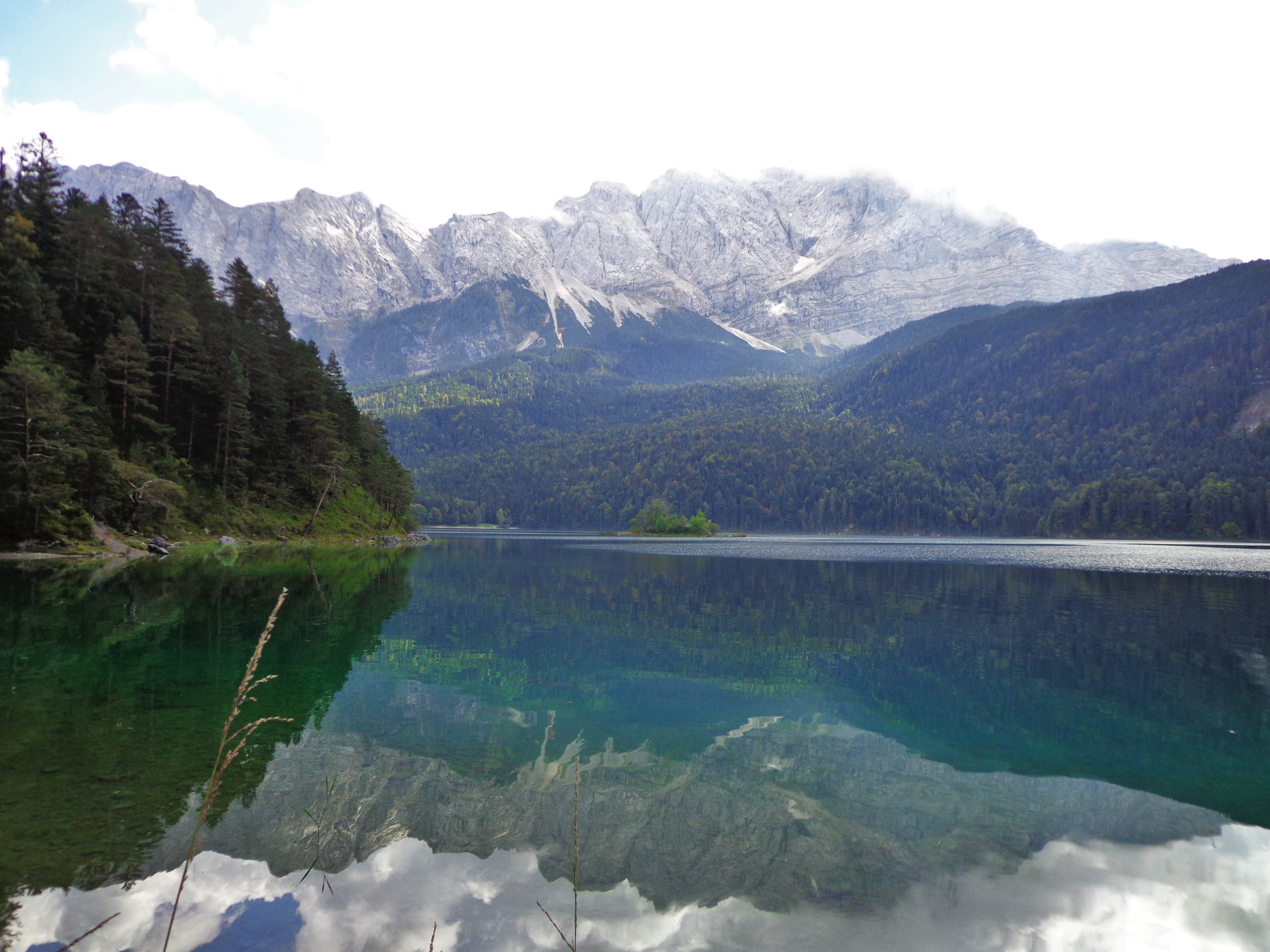
Eibsee3]]
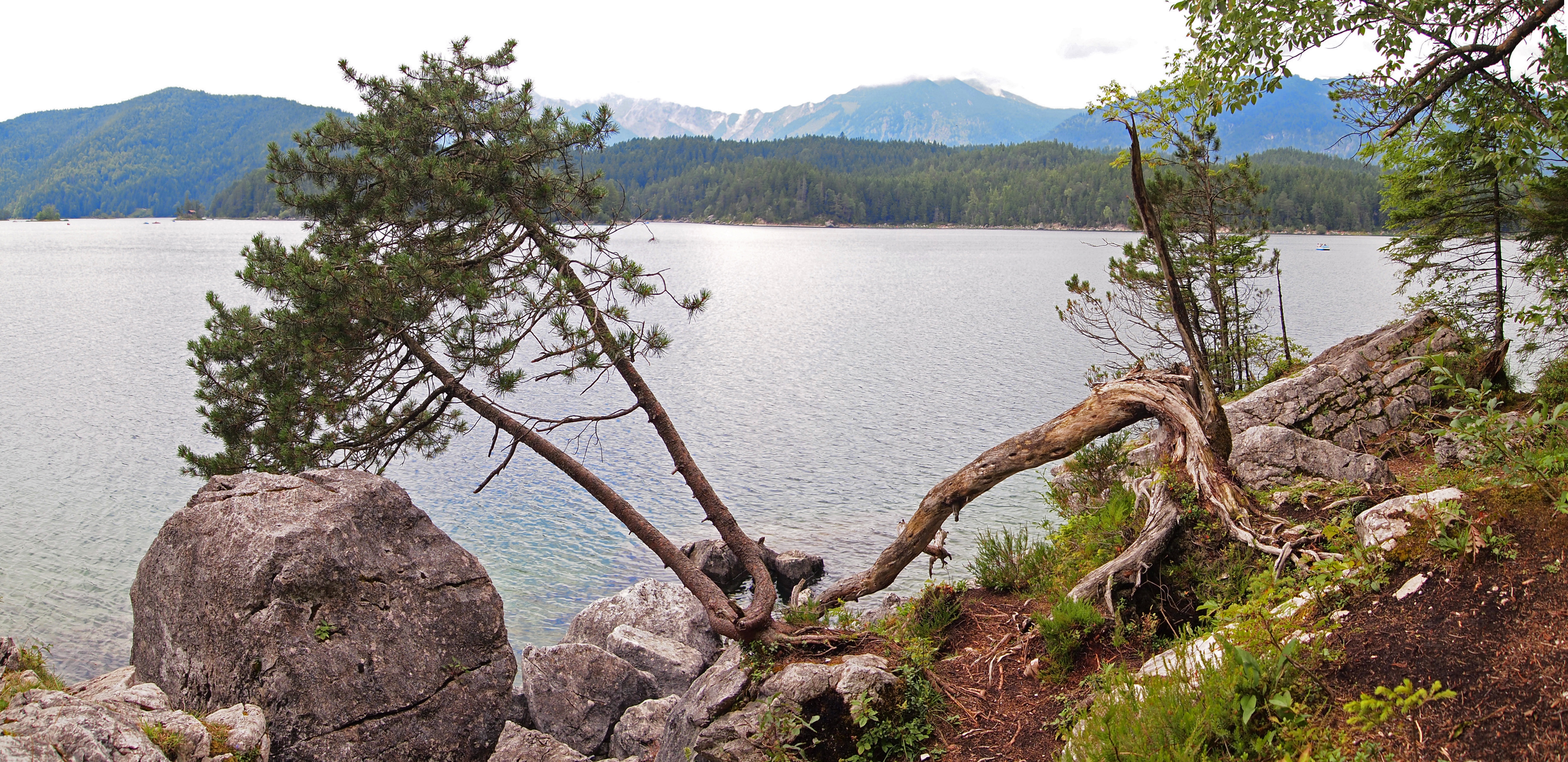
Eibsee shore]]